# Rote Flora
Rote Flora (Crvena Flora, pozata i kao stara Flora) je bivše pozorište u Hamburgu, koje je skvotirano u novembru 1989. 

## Istorijat
Pozorište je izgrađeno 1888. pod nazivom Tivoli Teatar. Ubrzo je preimenovano u Koncerthaus Flora, da bi konačno bilo nazvano Flora Teatar, gde su održavane opere, koncerti i revije. Tokom Drugog svetskog rata je zatvoreno 1943. i pretvoreno u skladište, da bi kasnije bilo renovirano i ponovo otvoreno 1949. Od 1953. do 1964. je pretvoreno u bioskop sa oko 800 mesta. Posle toga je služilo kao prodavnica do 1987. 
1987. je obznanjen plan da se Flora pretvori u muzički teatar. Stanovnici, vlasnici prodavnica i autonomne grupe su se pobunili i došlo je do višemesečnih protesta. Stara zgrada je, ipak, srušena aprila 1988. ali su se protesti još više pojačali i postali nasilni, što je na kraju sprečilo investitore da ostvare plan. 
Do sledećeg leta je ruševina ležala napuštena, a nekoliko grupa uključenih u proteste je htelo da je obnovi i useli. Avgusta 1989. grad je neočekivano ponudio šestomesečni zakup tim grupama i Rote Flora je zvanično otvorena 23. septembra 1989. Ponovo neočekivano, grad je ugovor proglasio nevažećim a Rote Flora se proglasila skvotom 1. novembra 1989. Od tada Rote Flora je nezavisni prostor kulturnih i političkih dešavanja. 
Avgusta 1992. je senator za urbani razvoj uslovio organizatore da potpišu ugovor o zakupu u roku od šest nedelja, inače će biti izbačeni. Pregovor predstavnika grada i Rote Flore je trajao mesecima, ali na kraju iseljenja nije bilo, a Rote Flora je ostala skvot. 
2000. je Senat ponovo započeo pregovore o zakupu. Skvoteri su, posle žestoke rasprave, odbili ugovor, kao i bilo kakve dalje pregovore sa Senatom. Senat je onda marta 2001. prodao zgradu preduzetniku Klausmartinu Krečmeru, koji je ubrzo shvatio da sa njom ne može ništa učiniti i da će Rote Flora ostati autonomna. 
Rote Flora je proslavila svoju 15. godišnjicu u novembru 2004. 

## Dešavanja
Rote Flora organizuje redovne buvlje pijace, žurke i kulturne večeri i još služi kao mesto za sastanke levičarskih i autonomnih pokreta. Najčešće se raspravlja o pitanjima emigracije, nacionalizma u Nemačkoj i privatizacije javnog prostora. Rote Flora se finansira kroz donacije i žurke. Mejnstrim muzika se ne pušta, a umesto toga Rote Flora nudi širok spektar alternativne muzike poput panka, regea, ska, daba, dram en bejsa i goa trensa. 
U poslednih nekoliko godina Rote Flora je postala bitan kulturni centar za četvrt Šanze u kojoj se nalazi. 

## Spoljašnje veze
- Zvanični sajt Rote Flora (језик: немачки)
- Slike Schanzen četvrti i Rote Flore